# یائه نو ساکورا
یائه نو ساکورا (به ژاپنی: 八重の桜 Yae no Sakura) نام یک مجموعه تلویزیونی تاریخی و پنجاه و دومین سری از فیلم‌های مجموعه تلویزیونی تایگا است. این مجموعه توسط ان‌اچ‌کی در سال ۲۰۱۳ میلادی پخش شده‌است. داستان این مجموعه در مورد زندگی یاماموتو یائه‌کو (۱۸۴۵ – ۱۹۳۲) است و نقش یائه‌کو توسط هاروکا آیاسه ایفا می‌شود. یائه‌کو یکی از فعالان حقوق زنان بود و سفر وی در ژاپن، در طول زمان درها را به سوی ایده‌های غربی باز کرد.